# Panoramakamera

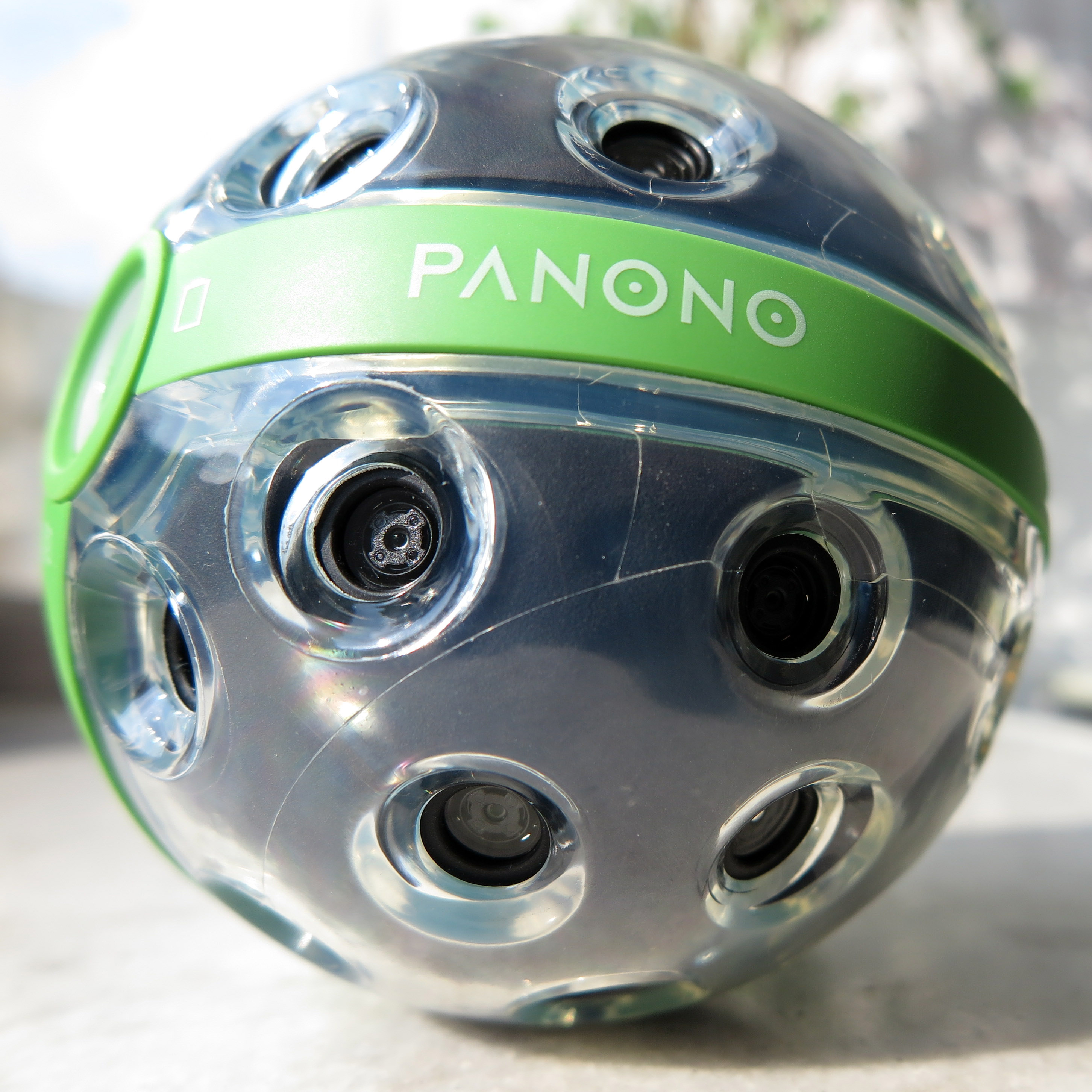
Kugelförmige Wurfkamera Panono mit 36 Kameramodulen zur Erstellung von Kugelpanoramen

Als Panoramakamera bezeichnet man eine spezielle Bauform von Fotoapparaten, welche Panoramaaufnahmen mit möglichst großem Bildwinkel und breitem Format ermöglicht.

## Geschichtliche Anmerkungen
Bereits am 16. Juni 1843, also nur vier Jahre nach Erfindung der Fotografie, erhielt der österreichische Apotheker und Fotopionier Joseph Puchberger aus dem niederösterreichischen Retz gemeinsam mit dem Wiener Optiker Wenzel Prokesch in Österreich ein Patent auf eine Panorama-Kamera, den so genannten Ellipsen-Daguerreotyp-Apparat. Diese Panoramakamera konnte ein Bildfeld mit einem Winkel von 150 Grad und einer Brennweite von 20,32 cm auf einer 61 cm langen, gebogenen Daguerreotypieplatte aufnehmen. Das Objektiv der Kamera wurde speziell für Panorama-Aufnahmen entwickelt und der Aufnahme-Mechanismus mit einer Handkurbel angetrieben.
Eine der ersten speziellen Panoramakameras wurde 1845 von Friedrich Martens konstruiert. Diese Kamera verfügte über ein schwenkbares Objektiv und eine zylindrisch gebogene Platte. Die ersten Aufnahmen erfolgten in Paris im Format 1:3. Weitere Konstruktionen und Verbesserungen stammten von Sutton, Johnson und Ross. Problematisch war zunächst vor allem die Verwendung von starren Glasplatten, ein Problem, das sich mit der Einführung des Planfilms und Rollfilms nach und nach löste.
Zu den ersten praktischen Anwendungen zählte die Schlachtfeldfotografie für die Kartenerstellung und Artillerie. Erwähnenswert ist auch die verwandte und etwa zeitgleich entstandene Kunstform der gemalten Panoramabilder und der späteren Kinoformate (IMAX und Sternwarten). Spezielle elektronische Zeilenkameras fanden sich zunächst im Luftaufklärungs- und Raumsondenbereich (z. B. Marssonde Viking).
Während die gemalte Panoramakunst auch aufgrund des Aufwandes nach und nach selten wurde, erreichte die Panoramafotografie einen technisch brauchbaren Status, der mit der Verbreitung von Digitalkameras und Bildbearbeitungsprogrammen (Computerbildmontage oder Stitching) auch für Laien ohne spezielle Ausrüstung erreichbar wurde.

## Bauarten

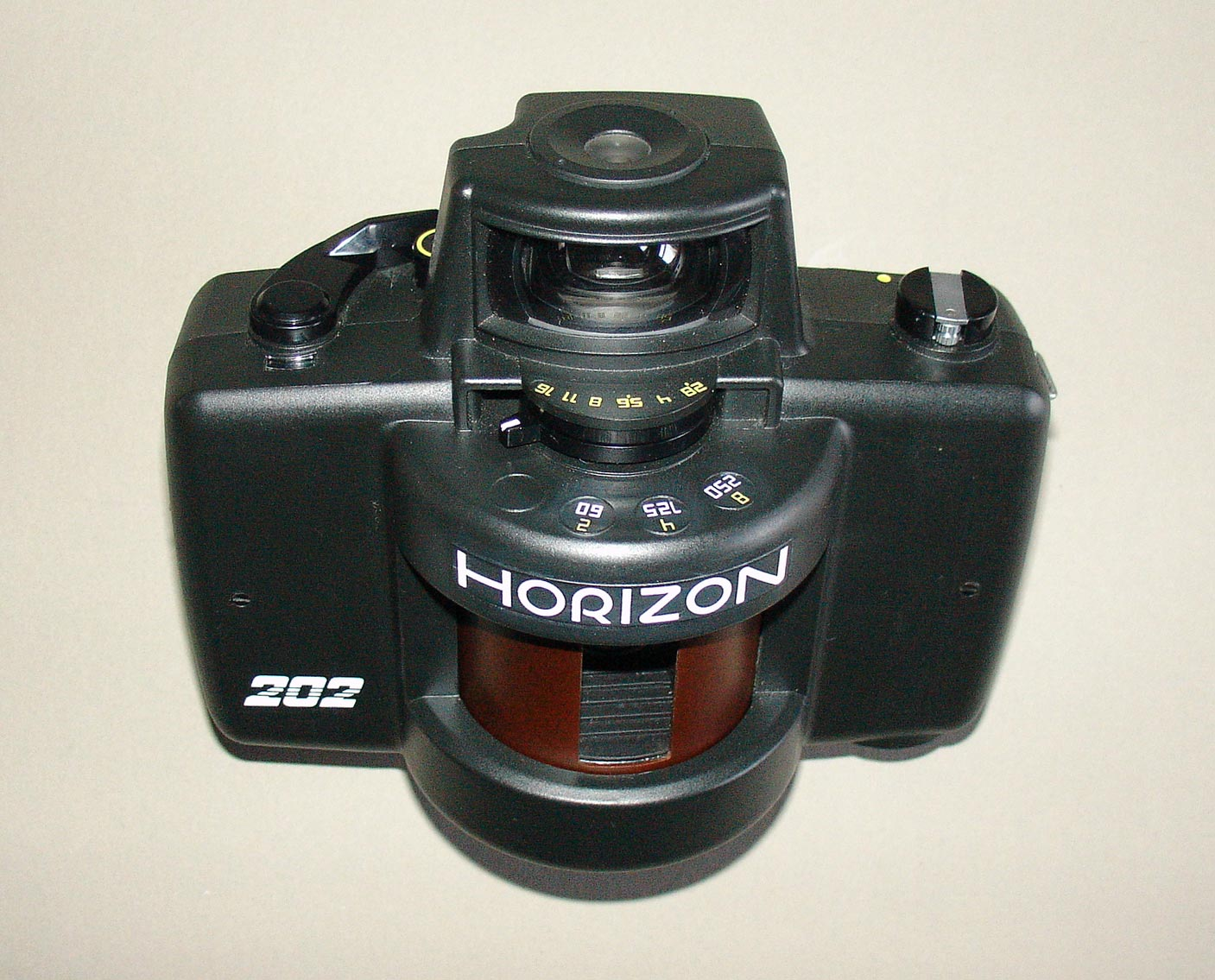
Zenit „Horizon 202“ Panoramakamera mit sich drehendem Objektiv für 35-mm-Kleinbildfilm

Grob lässt sich heute eine Anzahl von Techniken für die Panoramafotografie unterscheiden:
- verschiedene Lochkamerabauarten
- Kamera mit drehender Objektivtrommel und Schlitzblende vor gebogener, statischer Filmebene
- eine sich drehende Kamera mit einem sich hinter der Schlitzblende fortbewegenden Film
- Zeilenkameras (elektronisch)
- Kameras mit einem Weitwinkelobjektiv oder Fischauge (unter 360°)
- Kameras mit mindestens zwei Fischaugen oder mehreren Weitwinkelobjektiven (360°- bzw. VR-Kamera)
- Kameras mit speziellen Spiegelobjektiven (360°-Horizontbild über Pilzspiegel)
- Kameras mit Aufnahmeformaten großer Breite (mit Weitwinkelobjektiv)
- Montage verschiedener Sektoraufnahmen im Labor, mit Schere oder Computer (Stitching)

Bilder großer Breite lassen sich in einer weiteren Methode natürlich auch über einen Beschnitt extrem großer Abzüge gewinnen, der Qualitätsverlust und Aufwand überwiegt allerdings.
Die größte Experimentiermöglichkeit bietet, bei Beachtung aller entstehenden Probleme, vielleicht die Lochkamera aufgrund der einfacheren baulichen Möglichkeiten sowie der möglichen verzerrten Filmebene.
Gesondert konstruierte Zeilenkameras finden sich auch in der erweiterten Luftbildfotografie. Der methodische Übergang zur analogen oder digitalen Reihenbildaufnahme ist auch hierbei fließend.

## Auswahl heute gängiger Typen

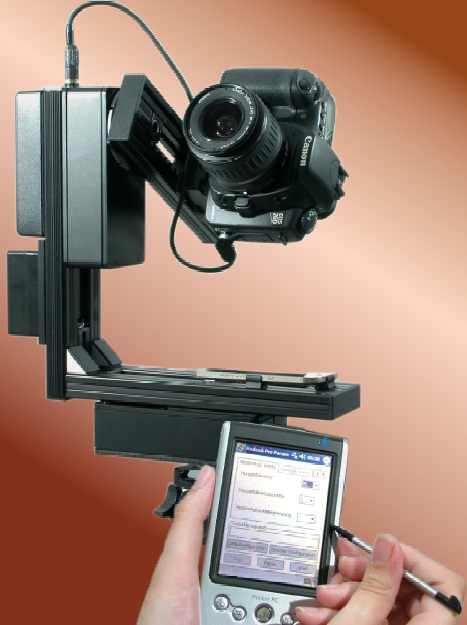
Programmier- und fernsteuerbarer Stativkopf

Zu den heutigen Panoramakameras für Kleinbildfilme zählen beispielsweise die Hasselblad X-Pan, die Hasselblad X-Pan II, die Noblex 135-Serie der Kamera Werk Dresden GmbH oder die Zenit Horizon 202 (120° Bildwinkel). Im Mittelformat werden Kameras von Linhof und Fuji im Format 6 × 12 bis 6 × 17 cm angeboten, ebenso gibt es die Noblex 150-Serie und die Noblex 175 des Kamera Werks Dresden. Mit dem Roundshot-System der Schweizer Firma Seitz Phototechnik AG sind 360°-Panoramen mittels einer rotierenden Kamera möglich (Kleinbild- und Mittelformat). Großformatige Panoramakameras bis zum Negativformat von 8 × 20 Zoll stellt u. a. die österreichische Firma Lotus View Camera her.
Es gibt auch spezielle digitale Panoramakameras wie die Eyescan M2 metric (10.000 Pixel Vertikalauflösung) oder die Eyescan MM1 (2.650 Pixel Vertikalauflösung), die nach dem Prinzip der Zeilenkamera funktionieren und 360°-Bilder erzeugen. Ein weiteres digitales Modell ist die Spheron-Panoramakamera (5.000 Pixel Vertikalauflösung) oder die inzwischen nicht mehr produzierte Karline der Dr. Clauß Bild- und Datentechnik GmbH. Die Firma spezialisierte sich ab 2003 auf Panoramaroboter. Für den Massenmarkt werden zweiäugige 360° Kameras z. B. von den Firmen Ricoh (Japan), Insta360 (China) oder GoPro (USA) produziert.
Aus mehreren Einzelaufnahmen von herkömmlichen analogen bzw. digitalen Kameras kann man heute durch Bildmontage am PC mittels spezieller Software recht einfach ein „nahtloses“ Panoramabild montieren. Dieses Verfahren wird Stitching genannt. Um dabei bestmögliche Ergebnisse zu erhalten, sind Aufnahmen mit einem Panoramaroboter (auch VR-Kopf genannt) ratsam. Dieser gewährleistet die Einhaltung fester Winkelschritte und exakter Kameraführung, wodurch das spätere Stitchen um vieles erleichtert wird.